# Casarabe
Casarabe o Casaraóe es una localidad de las tierras bajas de Bolivia, al este del país. Administrativamente se encuentra ubicada en el municipio de Trinidad de la provincia de Cercado en el departamento del Beni. Se encuentra en las tierras bajas amazónicas, sobre la margen occidental del río Cocharca, afluente del río Iparupuno, a 51 km al oriente de la ciudad de Trinidad.

## Clima
Casarabe tiene un clima tropical cálido y húmedo. La temperatura media anual es de 26,2 °C, con temperaturas medias mensuales entre junio/julio de unos 23 °C y octubre/diciembre de poco menos de 28 °C que difieren solo ligeramente. La precipitación anual es de casi 2000 mm, con valor máximo de 318 mm en enero que contrastan con valores bajos en torno a los 46 mm en julio/agosto.

## Arqueología
En la región se han encontrado una gran cantidad de montículos monumentales y campos agrícolas asociados y movimientos de tierra integrados. Esta región probablemente acogió las sociedades más complejas de los Llanos de Moxos prehispánicos. Los arqueólogos han detectado mediante el método aerotransportado LIDAR  la presencia de dos sitios notablemente grandes de 147 y 315 hectáreas dentro de un denso sistema de asentamiento de cuatro niveles, que van desde caseríos hasta los grandes centros, que apunta a una ocupación densa y continua en toda la región estudiada. Su arquitectura, desarrollada entre el año 500 y le 1400. incluye plataformas escalonadas, sobre la que se hallan estructuras en forma de 'U', montículos de plataformas rectangulares y pirámides cónicas que alcanzan los 22 metros de altura. Todos los asentamientos están en un paisaje diseñado por humanos con un sistema masivo de control de agua para maximizar los excedentes de alimentos. Este sistema almacenaba y desviaba agua, según la temporada y las necesidades de los agricultores y los embalses podrían haber servidora la piscicultura. La Cultura de Casarabe se extendía por un área de unos 4.500 kilómetros cuadrados, con uno de sus grandes asentamientos ocupando una zona de alrededor de 500 kilómetros cuadrados.

## Transporte
Casarabe se ubica a 51 kilómetros por carretera al este de Trinidad, la capital departamental.
Trinidad es el punto de cruce de las rutas troncales nacionales Ruta 3 y Ruta 9. La Ruta 9 atraviesa de norte a sur todo el llano boliviano y conduce desde Trinidad vía Casarabe hasta la ciudad de Santa Cruz de la Sierra, 477 kilómetros al sur.